# Kirgistan na Letnich Igrzyskach Olimpijskich 2008
Kirgistan na Letnich Igrzyskach Olimpijskich 2008 reprezentowało 21 sportowców w 10 dyscyplinach.
Był to czwarty start reprezentacji Kirgistanu na letnich igrzyskach olimpijskich. 

## Zdobyte medale
| Medal  | Zawodnik           | Dyscyplina sportowa | Konkurencja                      |
| ------ | ------------------ | ------------------- | -------------------------------- |
| Srebro | Kanatbek Begalijew | Zapasy              | styl klasyczny do 66 kg mężczyzn |
| Brąz   | Rusłan Tiumenbajew | Zapasy              | styl klasyczny do 60 kg mężczyzn |